# 이세하타촌
이세하타촌(伊勢畑村)은 이바라키현 히가시이바라키군에 일찍이 존재했던 촌이다.

## 지리
- 옛 고젠야마촌의 남부, 현재의 히타치오미야시의 남서부에 위치한다.
- 촌 북부에는 나카가와 강이 흐르고 있다.
- 촌의 대부분은 산지이며 평지는 거의 없다.

## 역사
- 1889년 4월 1일 - 정촌제 시행에 의해 히가시이바라키군 이세하타촌이 성립하였다.
- 1955년 2월 11일 - 나카군 노구치촌과 합병해 히가시이바라키군 고젠야마촌이 성립하여, 동일 이세하타촌은 폐지되었다.

## 인구
| 1889년 | 1,239 |
| 1891년 | 1,568 |
| 1920년 | 1,622 |
| 1935년 | 1,681 |
| 1950년 | 1,989 |

## 참고문헌
- 角川日本地名大辞典編纂委員会『가도카와 일본 지명 대사전 8 茨城県』、가도카와 쇼텐、1983年 ISBN 4040010809